# Cymatium comptum
Cymatium comptum är en snäckart som först beskrevs av Arthur Adams 1855.  Cymatium comptum ingår i släktet Cymatium och familjen Ranellidae. Inga underarter finns listade i Catalogue of Life.